# Opacz-Parcela
Opacz-Parcela – dawna wieś, współcześnie część miasta w dzielnicy Włochy w Warszawie.
Leży na południe od Opaczy Wielkiej, w okolicy ulicy Krótkiej i jej przecznic, blisko granicy Warszawy.

## Historia
Od 1867 obszar ten należał do gminy Skorosze powiatu warszawskiego w guberni warszawskiej.
W okresie międzywojennym należała do powiatu warszawskiego w woj. warszawskim. 20 października 1933 Opacz-Parcela weszła w skład nowo utworzonej gromady Opacz w gminie Skorosze, która objęła kolonię Opacz, parcelę Opacz i kolonię Dziekanka. 1 kwietnia 1939 część gromady Opacz (odpowiadającą Opaczy-Parceli) włączono do nowo utworzonej gminy Okęcie.
Podczas II wojny światowej Opacz-Parcela znalazła się w Generalnym Gubernatorstwie, w dystrykcie warszawskim, gdzie już stanowiła odrębną gromadę w gminie Okęcie, która w 1943 roku liczyła 408 mieszkańców.
Po wojnie gmina powróciła do stanu administracyjnego sprzed wojny. 15 maja 1951 Opacz-Parcelę, wraz z całym obszarem gminy Okęcie, włączono do Warszawy